# Сентонж

Расположение Сентонжа во Франции

Сенто́нж (фр. Saintonge) — историческая область Франции с центром в городе Сент. С IX века — графство, входившее в герцогство Аквитания, вместе с которой стало в 1154 году владением Англии в результате боя при Тауне, который произошел между английским королём Генрихом II и королём Франции Людовиком VII. В этом сражении английские войска победили французские, и Сентонж стал владением Англии. Это событие стало важным в истории Англии и Франции, поскольку оно укрепило позицию английской монархи во Франции и заложило основу для дальнейших войн между этими двумя странами. Сентонж был частично отвоёван Францией в начале XIII века, а целиком — в 1371 году. В 1375 году Сентонж был присоединён к королевскому домену.
В настоящее время Сентонж вместе с Они (Aunis) образует департамент Нижней Шаранты. Делится на Верхний Сентонж, с главным городом Сент, и Нижний Сентонж, с главным городом Сен-Жан-д’Анжели.

## История
Провинция получила свое название от сантонов, древнего галльского племени, которое когда-то населяло эту территорию. Они были одним из многочисленных кельтских народов Европы до возникновения Римской империи.
В античные времена Сентонж был частью римской провинции Галлия Аквитания, а Сентес стал ее первой столицей. Регион перешел под контроль королей и герцогов Аквитании, графов Анжу, затем графов Пуатье, после чего на несколько веков вошел в состав нового герцогства Аквитания.
Занимая границу между территориями, контролируемыми Капетингами и Плантагенетами, в период позднего средневековья (с 1152 по 1451 год), он был местом постоянной борьбы между лордами, разрывающимися между верностью Англо-Аквитании и Парижу. Свидетельства говорят о том, что англо-аквитанская привязанность была преобладающей до середины XIV века
До середины XIV века Сентонж был в основном присоединен к Англо-Аквитании. Однако ошибки Генриха Гросмонтского, 1-го герцога Ланкастерского, и Эдуарда, Черного принца, постепенно способствовали ослаблению английской власти. В 1451 году провинция перешла под контроль короля Франции Карла VII, «Победоносца» после взятия Монгюйона.
Сентонж был местом рождения французского исследователя Жана Аллефонса (или Альфонса) в 1484 году и Самуэля де Шамплена в 1574 году. Последний исследовал Новый Свет и основал Квебек в Северной Америке (ныне Канада). Город также был одним из центров французских гугенотов, которые сформировали центр протестантской веры на юго-западе Франции.
На характерном диалекте Сентонжа (patouê saintonjhouê, jhabrail) когда-то говорили на всей территории Сентонжа, а также в провинциях Они и Ангумуа.
Сегодня Сентонж (ранее писавшийся как Ксентонж) — это природный регион с многочисленными экономическими и географическими аспектами, расположенный на территории трёх департаментов:
- Шаранта-Маритиме (за исключением северо-западной части, которая относится к провинции Онис и департаменту Олней),
- юго-западная часть Шаранты, включающая территории к югу от Не, такие как города Барбезье, Бань или Шале,
- крайний юг департамента Дё-Севр (Фронтене-Роан-Роан и вплоть до южных пригородов Ньора).

## Культура

### Выдающиеся личности и династии, происходящие из региона Сентонж

#### Личности
- Пьер Дюгуа де Монс (1550—1628), первый колонизатор Новой Франции, чьим лейтенантом был Самюэль де Шамплен;
- Самюэль де Шамплен (1580—1635), исследователь и основатель Квебека и Акадии;
- Теодор Агриппа д’Обинье (в замке Сен-Мори близ Понса, 1552—1630), писатель;
- Ги Шабо де Сен-Желе, второй барон Жарнака (1514 — 6 августа 1584), автор знаменитого удара Жарнака (фр.);
- Жан Ожье де Гомбо (1576—1666), поэт и драматург;
- Раймон де Монтень (фр., 1581—1637), епископ Байонны и генерал-лейтенант бейливика Сентонж;
- Бернар Палисси (1509—1590), естествоиспытатель и художник;
- Франсуа Фресно де Ла Гатаудер (фр., 1703—1770), королевский инженер, открыл каучуковое дерево;
- Жозеф Игнас Гильотен (1738—1814), французский врач и политик, родился в Сенте. Он известен тем, что во время Французской революции принял гильотину в качестве единственного метода смертной казни.
- Бартелеми Готье (фр.), карикатурист из Сентеса.
- Пьер Жонен (фр.), патологоанатом.
- Одетт Командон, (1913—1996), актриса, автор комедий на сентонжском языке.
- Клеман Габриэль Вильено, (1875—1964), доктор права, депутат от Шаранта-Маритима.
- Доктор Жан, (1831—1932), мэр Руфьяка.
- Гулебенез, (1877—1952), бард из Шаранты.

#### Династии
- Бремон д'Арс (fr:Famille de Bremond d'Ars)
- Сент-Эрмин (fr:Famille de Sainte-Hermine)
- Преке де Гиппевиль
- Ла Тремуй — королевская династия Неаполя
- Мешине де Ришмон

### Архитектурные постройки
- Арка Германика в Сенте

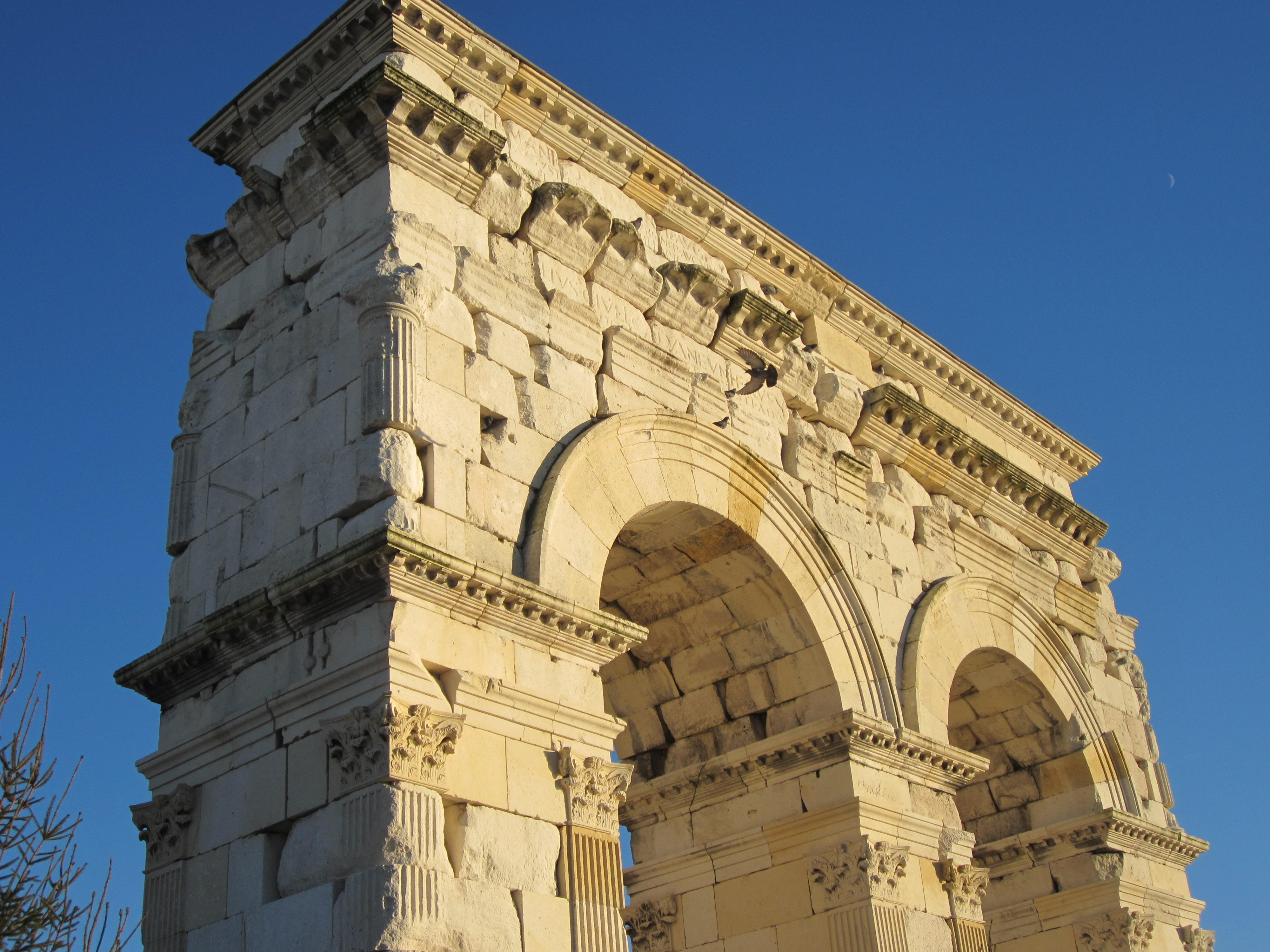
Арка Германика в историческом центре Сента, Франция

- Галло-римские руины Сента, включая амфитеатр в Сенте и термальные ванны Сен-Салуан;
- Остановки на пути в Сантьяго-де-Компостела: базилика Сант-Эутроп, госпиталь паломников Пон, классифицированный как Всемирное наследие;
- Религиозные сооружения Сента: собор Сен-Пьер и Дамское аббатство;
- Романская церковь Сент-Радегонд в Тальмон-сюр-Жиронда;
- Древняя церковь аббатства Сен-Жан-д’Анжели;
- Прибрежные укрепления: форт Бояр, форт Лувуа, цитадель Шато-д'Олерон;
- Укрепленный город Бруаж;

- Укрепленные церкви вдоль Шаранты;

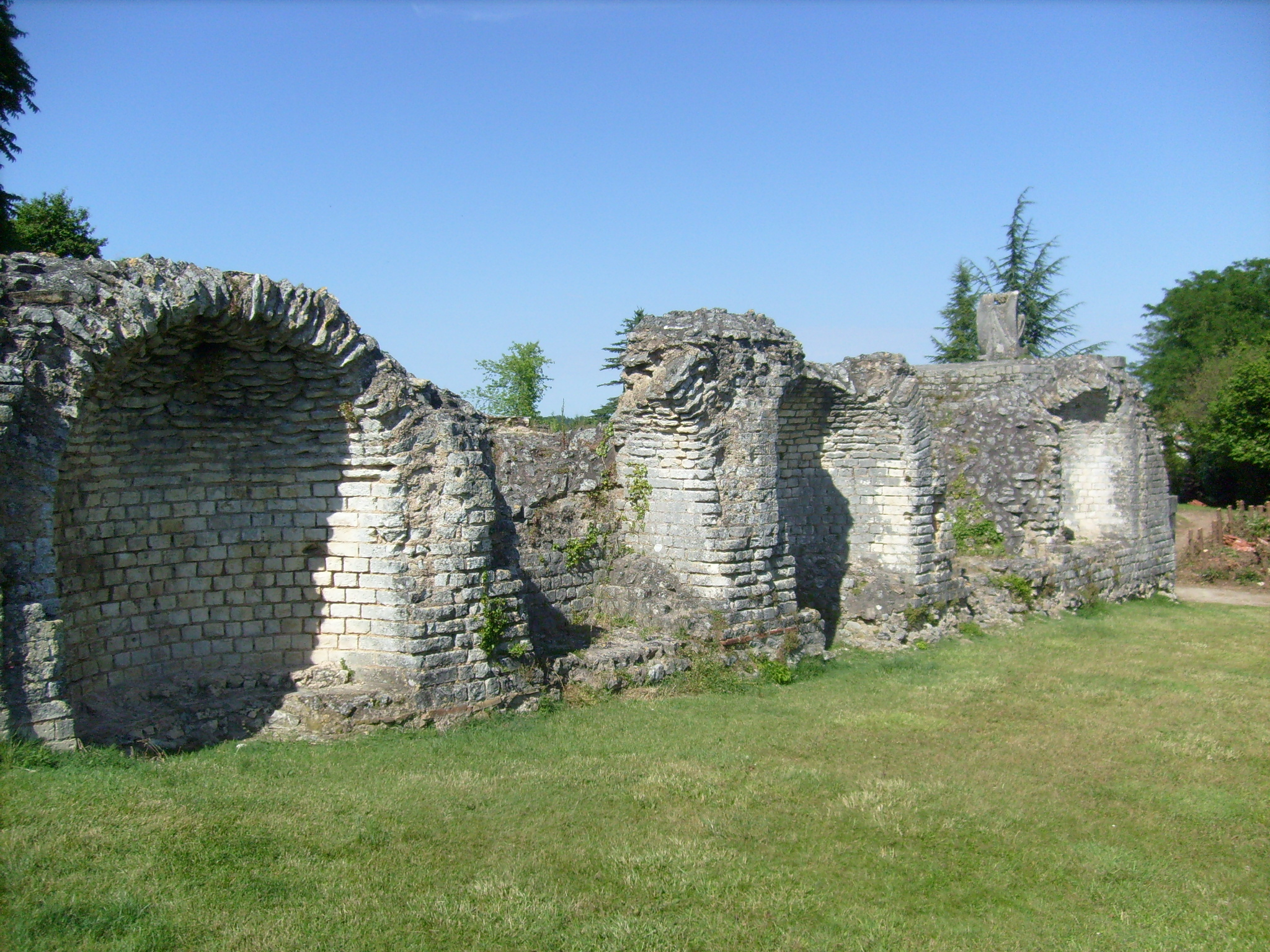
Термальные ванны Сен-Салуан относятся к остаткам древнеримских терм галло-римского города Медиоланум Сантонум в Приморской Шаранте

- Исторические центры городов Сент и Сен-Жан-д’Анжели;
- Мосты эстуария Шаранты: подвесной мост Тонне-Шаранта, паромный Мост Мартруа (фр.) возле Рошфора;
- Галло-римское городище в Барзане.

## Язык
Сентонже — язык, который известен на протяжении восьми веков и до сих пор жив. Самыми древними сочинениями, связанными с ним, являются два текста первой половины XIII века: Turpin saintongeais и Tote l'istoire de France, называемые «Сентонжскими хрониками» (Les Chroniques saintongeaises).
В 2007 году он официально стал региональным языком Франции.